# Leung Hau Sze
Leung Hau Sze (* 5. September 1991) ist eine ehemalige Sprinterin aus Hongkong.

## Sportliche Laufbahn
Erste internationale Erfahrungen sammelte Leung Hau Sze im Jahr 2007, als sie bei den Jugendweltmeisterschaften in Ostrava im 100-Meter-Lauf mit 12,88 s in der ersten Runde ausschied, wie auch über 200 Meter mit 26,42 s. Im Jahr darauf startete sie über 100 Meter bei den Juniorenweltmeisterschaften in Bydgoszcz, scheiterte aber auch dort mit 12,76 s im Vorlauf. 2009 erreichte sie bei den Asienmeisterschaften in Guangzhou das Halbfinale über 100 Meter und schied dort mit 12,19 s aus, während sie mit der Hongkonger 4-mal-100-Meter-Staffel in 46,45 s den sechsten Platz belegte. Anschließend wurde sie bei den Ostasienspielen in Hongkong in 12,17 s Vierte über 100 Meter sowie in 25,26 s Sechste im 200-Meter-Lauf. Zudem gewann sie mit der 4-mal-100-Meter-Staffel in 45,71 s die Bronzemedaille hinter den Teams aus Japan und China und erreichte mit der 4-mal-400-Meter-Staffel in 3:54,17 min Rang vier. 2010 schied sie bei den Juniorenasienmeisterschaften in Hanoi über 100 Meter mit 12,48 s im Vorlauf aus und belegte mit der 4-mal-100-Meter-Staffel in 46,52 s den sechsten Platz und gewann mit der 4-mal-400-Meter-Staffel in 4:13,78 min die Bronzemedaille. Ende November schied sie bei den Asienspielen in Guangzhou über 100 Meter mit 12,12 s im Vorlauf aus und lief mit der 4-mal-100-Meter-Staffel nach 46,40 s auf Rang sieben ein.
Bei den Asienmeisterschaften in Kōbe schied sie über 100 Meter mit 12,30 s im Vorlauf aus und wurde mit der Staffel in 46,61 s Vierte. Anschließend nahm sie an der Sommer-Universiade in Shenzhen teil und scheiterte dort im Einzelbewerb ebenfalls mit 12,16 s in der Vorrunde und verpasste auch mit der Staffel den Finaleinzug. Zwei Jahre später erreichte sie bei den Asienmeisterschaften in Pune in 46,28 s den fünften Platz mit der Staffel und klassierte sich anschließend bei den Ostasienspielen in Tianjin mit 46,31 s auf Rang vier. 2014 nahm sie erneut an den Asienspielen in Incheon teil und schied dort mit 25,81 s über 200 Meter in der ersten Runde aus und belegte mit der Staffel in 46,14 s den achten Platz. Anschließend beendete sie ihre Karriere als Leichtathletin im Alter von 23 Jahren.

## Persönliche Bestleistungen
- 100 Meter: 11,89 s (+1,3 m/s), 3. Mai 2009 in Hongkong
  - 60 Meter (Halle): 7,84 s, 27. Januar 2012 in Newport News
- 200 Meter: 24,79 s (+1,9 m/s), 2. April 2011 in Hongkong